# Dicranomyia nelsoniana
Dicranomyia nelsoniana är en tvåvingeart som beskrevs av Alexander 1925. Dicranomyia nelsoniana ingår i släktet Dicranomyia och familjen småharkrankar. Inga underarter finns listade i Catalogue of Life.